# New York City I
Nova York I és una pintura a l'oli sobre tela realitzada per l'artista holandès Piet Mondrian el 1942 que mostra un canvi d'estil del pintor. El quadre forma part de la col·lecció del Museu Nacional d'Art Modern (Saint-Merri) i té unes dimensions de 119,3 cm d'alçada i 114,2 cm d'amplada.

## Història
A Nova York el 1940 va entrar en contacte en particular amb el jazz. Aquest treball marca una nova orientació pel camí de Mondrian, amb l'absència de línies negres i rectangles de colors primaris, que va començar el 1918. En canvi, són les línies mateixes les que presenten els colors i un predomini del groc sobre el blau i el vermell.
El canvi d'estil de Mondrian no només reflecteix les noves experiències que havia viscut als Estats Units, sinó també un alliberament intern que el pintor va sentir durant el viatge al país. A diferència de les pintures fosques dominades per línies negres d'Europa, a partir d'aquest moment, l'art de Piet Mondrian va adoptar una tonalitat nova, amb colors més vius.

## Descripció
La ciutat de Nova York I, o més aviat la sèrie d'obres, sota el títol Nova York, marca el començament d'una nova etapa en l'obra de Piet Mondrian. Les línies negres han desaparegut juntament amb els rectangles de color primari, des de la Composició de 1918. Els plans de colors amb contorns grisos havien format una sòlida totalitat plana amb les línies i el blanc que abans havia estat de fons. En canvi, les línies dels colors primaris (groc, però també vermell i blau) recorren el llenç quadrat, entrellaçant-se entre elles.
En la seva majoria, les línies grogues creuen les dels altres colors, per aquí i allà, d'una manera més sutil, les línies vermelles i blaves creuen el groc. Però aquest estil no dona lloc a un espai il·lusionant; les bandes de colors es sobreposen i se solapen entre si a la superfície, davant els ulls de l'espectador. És força raonable acceptar el suggeriment de Michel Seuphor i atribuir aquest efecte de creuar-se i entrellaçar-se amb el mètode de Mondrian de concebre i elaborar aquestes imatges. Va utilitzar tires de paper de colors i les va traslladar sobre el llenç per obtenir l'efecte que volia. D'aquesta manera va introduir gairebé automàticament els creuaments i el suggeriment de bandes de colors entrellaçades.
Aquesta tècnica va ser una de les raons per al canvi de l'estil i la manera de treballar de Mondrian després de la seva arribada als Estats Units, de la mateixa manera que la tècnica dels papers enganxats va marcar una transició entre les fases analítiques i sintètiques del cubisme de Pablo Picasso i Georges Braque. L'altre motiu del canvi, que alguns dels seus seguidors europeus van considerar com una aportació dels seus propis principis, va ser l'alliberament interior que va sentir després del seu trasllat a Amèrica. L'ambient que va trobar allà no es va omplir en tot moment d'una sensació d'amenaça i de temor, sinó d'una confiança sòlida en la victòria final sobre la tirania que havia conduït Mondrian des de París. Com a resultat, les seves imatges del període nord-americà tenen una tonalitat diferent, en major mesura, en comparació amb les teles sombries, dominades per línies negres, del final de la seva estada a Europa. Per tant, es pot veure un gran diferència en el seu treball entre la seva estada a Europa i la seva estada al continent Americà.
D'altra banda, en el ritme allegro d'aquestes pintures, hi ha una nova sensació d'harmonia, que Mondrian només hauria pogut aprendre en el seu nou entorn: el ritme de la metròpoli moderna. En els primers temps de De Stijl, Mondrian i els seus amics s'havien esforçat a tenir l'entorn humà, la gran ciutat, determinat per les lleis de l'harmonia. Ara, un exemple d'aquest nou patró cultural, la ciutat de Nova York, va influir radicalment en la seva pintura.